# 芬克斯格羅夫鎮區 (伊利諾伊州麥克萊恩縣)
芬克斯格羅夫鎮區（英語：Funk's Grove Township）是位於美國伊利諾伊州麥克萊恩縣的一個行政鎮區。

## 地方資料
根據2010年美國人口普查的數據，芬克斯格羅夫鎮區的面積為124.90平方千米，當中陸地面積為123.90平方千米，而水域面積為0.00平方千米。當地共有人口245人，而人口密度為每平方千米1.96人。